# Амидеи, Серджо
Се́рджо Амиде́и (итал. Sergio Amidei; 30 октября 1904, Триест, Австро-Венгрия, ныне Фриули-Венеция-Джулия, Италия — 14 апреля 1981, Рим, Лацио, Италия) — итальянский сценарист и продюсер.

## Биография
Пришёл в кино в 1924 году. Первые сценарии были написаны на исторические сюжеты, как правило это были пеплумы. После окончания Второй мировой войны стал одним из ведущих сценаристов Италии. Так, созданный им в содружестве с Федерико Феллини, Роберто Росселлини и Альберто Консильо сценарий фильма «Рим — открытый город», стал манифестом неореализма. Работал с такими мастерами итальянского неореализма, как: Росселлини, Де Сика, Дзампа, Лидзани и другими. Всего создал более чем 90 сценариев.
Член жюри 32-го Каннского, Третьего и IX Московских международных кинофестивалей.
В Италии присуждается премия имени Серджо Амидеи.

## Избранная фильмография

### Сценарист
- 1936 —  / Don Bosco (в титрах не указан)
- 1938 —  / Amicizia (в титрах не указан)
- 1938 —  / Lotte nell'ombra
- 1938 — Пьетро Микка / Pietro Micca
- 1939 —  / Traversata nera
- 1939 —  / La notte delle beffe
- 1939 —  / Cose dell'altro mondo
- 1940 —  / Arditi civili
- 1940 — Сердце в бурю / Cuori nella tormenta
- 1940 —  / Dopo divorzieremo
- 1940 —  / Il conte di Brechard (в титрах не указан)
- 1941 —  / Il prigioniero di Santa Cruz
- 1941 —  / L'ultimo ballo
- 1941 —  / Il pozzo dei miracoli
- 1941 —  / El marido provisional
- 1942 — Королева Наваррская / Regina di Navarra
- 1942 —  / Gioco pericoloso
- 1942 — Укрощение строптивой / La bisbetica domata
- 1942 — Дон Сезар де Базан / Don Cesare di Bazan
- 1942 — Ревность / Gelosia
- 1942 —  / Giungla
- 1943 —  / Harlem
- 1943 —  / Tristi amori
- 1943 — Я буду любить тебя всегда / T'amerò sempre
- 1943 —  / Addio, amore!
- 1943 —  / Il figlio del corsaro rosso
- 1943 —  / Sogno d'amore
- 1943 —  / Gli ultimi filibustieri
- 1944 —  / Il cappello da prete
- 1945 — Рим — открытый город / Roma città aperta
- 1946 — Шуша / Sciuscià (Ragazzi)
- 1946 — Пайза / Paisà
- 1947 —  / Cronaca nera
- 1947 —  / Fatalità
- 1948 — Трудные годы / Anni difficili
- 1948 — Под солнцем Рима / Sotto il sole di Roma
- 1948 — Германия, год нулевой / Germania anno zero
- 1948 — Машина, убивающая плохих / La macchina ammazzacattivi
- 1949 —  / L'altra
- 1950 — Стромболи, земля Божья / Stromboli
- 1950 — Августовское воскресенье / Domenica d'agosto (по собственному рассказу, в титрах не указан)
- 1950 — Собачья жизнь / Vita da cani
- 1950 — Договор с дьяволом / Patto col diavolo
- 1951 — Париж всегда Париж / Parigi è sempre Parigi
- 1951 — Девушки с площади Испании / Le ragazze di Piazza di Spagna
- 1952 — Судьбы / Destinées (по собственному рассказу)
- 1953 — Ревность / Gelosia
- 1953 — Лёгкие годы / Anni facili
- 1953 — Вилла Боргезе / Villa Borghese (по собственному рассказу)
- 1953 — Повесть о бедных влюблённых / Cronache di poveri amanti
- 1954 — Старшие классы / Terza liceo
- 1954 — Тайны алькова / Secrets d'alcôve
- 1954 — Страх / Non credo più all'amore (La paura)
- 1954 — Война и мир / Guerra e pace (к/м)
- 1955 —  / Le signorine dello 04
- 1955 — Римские рассказы / Racconti romani
- 1955 — Пикассо / Picasso
- 1955 — Двоежёнец / Il bigamo
- 1956 —  / Peccato di castità
- 1957 — Самый прекрасный момент / Il momento più bello
- 1957 —  / Una pelliccia di visone
- 1958 — Летние рассказы / Racconti d'estate
- 1959 — Генерал делла Ровере / Il Generale della Rovere
- 1960 — В Риме была ночь / Era notte a Roma
- 1960 — Да здравствует Италия! / Viva l'Italia! (по собственному рассказу)
- 1961 — Призраки Рима / Fantasmi a Roma
- 1962 — Летнее воскресенье / Una domenica d'estate
- 1962 — Ревущие годы / Gli anni ruggenti (по собственному рассказу)
- 1962 — Дворец Копакабана / Copacabana Palace
- 1962 — Веронский процесс / Il processo di Verona
- 1964 — Лиола / Liolà
- 1964 — Горькая жизнь / La vita agra
- 1964 — Бегство / La fuga
- 1966 — Простите, вы за или против? / Scusi, lei è favorevole o contrario?
- 1966 — Мегре на Пигаль / Maigret a Pigalle
- 1966 — Лондонский туман / Fumo di Londra
- 1967 — Сингапур, Сингапур / Singapore, Singapore
- 1968 —  / L'estate
- 1968 — Врач страховой кассы / Il medico della mutua
- 1968 — Удар солнца / Colpo di sole
- 1969 —  / Il prof. Dott. Guido Tersilli, primario della clinica Villa Celeste convenzionata con le mutue
- 1970 — Президент футбольного клуба «Боргороссо» / Il presidente del Borgorosso Football Club
- 1971 — Задержанный в ожидании суда / Detenuto in attesa di giudizio
- 1972 — Самый прекрасный вечер в моей жизни / La più bella serata della mia vita
- 1973 — Мой брат Анастазия / Anastasia mio fratello ovvero il presunto capo dell'Anonima Assassini
- 1977 — Мелкий-мелкий буржуа / Un borghese piccolo piccolo
- 1977 — Большое варево / Gran bollito
- 1978 — Свидетель / Le témoin
- 1981 — История обыкновенного безумия / Storie di ordinaria follia
- 1982 — Ночь Варенны / La Nuit de Varennes

### Продюсер
- 1950 — Августовское воскресенье / Domenica d'agosto
- 1951 — Париж всегда Париж / Parigi è sempre Parigi
- 1951 — Гойя / Goya (к/м)
- 1954 — Война и мир / Guerra e pace (к/м)
- 1955 — Пикассо / Picasso

## Награды
- 1947 — номинация на «Оскар» за лучший адаптированный сценарий (с Федерико Феллини, Роберто Росселлини, Альберто Консильо, «Рим — открытый город»)
- 1948 — номинация на «Оскар» за лучший оригинальный сценарий (с Адольфо Франки, Чезаре Гвидо Виола, Чезаре Дзаваттини, «Шуша»)
- 1950 — номинация на «Оскар» за лучший оригинальный сценарий (с Альфред Хейес, Федерико Феллини, Марчелло Пальеро, Роберто Росселлини, «Пайза»)
- 1962 — номинация на «Оскар» за лучший оригинальный сценарий (с Диего Фаббри и Индро Монтанелли, «Генерал Делла Ровере»)
- 1981 — премия ФИПРЕССИ Кинофестиваля в Сан-Себастьяне («История обыкновенного безумия»)
- 1982 — премия Давид ди Донателло за лучший сценарий («История обыкновенного безумия»)